# Zone néritique

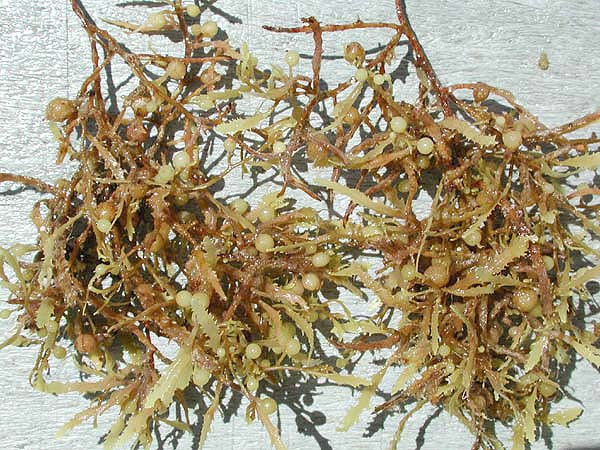
Les sargasses vivent dans la zone néritique.

La zone néritique est la partie de l'océan qui s'étend à partir du niveau de la marée basse jusqu'au bord du plateau continental, avec des eaux de faible profondeur, jusqu'à 200 m (cf. épipélagique). La zone néritique dispose généralement d'une eau bien oxygénée, à faible pression et avec une température et une salinité relativement stables. Tout ceci, combiné à la présence de la lumière et à la vie photosynthétique qui en résulte, notamment via le phytoplancton et les sargasses flottantes, fait de la zone néritique une zone privilégiée pour la vie marine.
Le zooplancton, composé de créatures flottantes allant des foraminifères microscopiques à de petits poissons et des crevettes, vit dans cette zone, et forme avec le phytoplancton la base de la pyramide alimentaire de la plupart des grandes zones de pêche du monde.
Au bord de la zone néritique, la pente continentale commence, descendant du plateau continental vers la plaine abyssale et la zone pélagique.
Cette zone est appelée ainsi en référence aux nérites, coquillages univalves, operculés et à peu près sphériques, dont plusieurs espèces habitent cette zone.